# Lijst van voetbalinterlands Algerije - Equatoriaal-Guinea (mannen)
Deze lijst van voetbalinterlands is een overzicht van alle officiële voetbalwedstrijden tussen de nationale teams van Algerije en Equatoriaal-Guinea. De Afrikaanse landen speelden tot op heden drie keer tegen elkaar. De eerste ontmoeting, een groepswedstrijd tijdens de Afrika Cup 2021, werd gespeeld in Douala (Kameroen) op 16 januari 2022. Het laatste duel, een kwalificatiewedstrijd voor de Afrika Cup 2025, vond plaats op 14 november 2024 in Malabo.

## Wedstrijden
| № | Plaats | Datum            | Competitie                   | Wedstrijd                     | Uitslag |
| - | ------ | ---------------- | ---------------------------- | ----------------------------- | ------- |
| 1 | Douala | 16 januari 2022  | Afrika Cup 2021              | Algerije – Equatoriaal-Guinea | 0 – 1   |
| 2 | Oran   | 5 september 2024 | Afrika Cup 2025 kwalificatie | Algerije − Equatoriaal-Guinea | 2 − 0   |
| 3 | Malabo | 14 november 2024 | Afrika Cup 2025 kwalificatie | Equatoriaal-Guinea − Algerije | 0 − 0   |

## Samenvatting
| Competitie              | Totaal gespeeld | Winst Algerije | Gelijk | Winst Equat.-Guinea | Doelsaldo Algerije – Equat.-Guinea |
| ----------------------- | --------------- | -------------- | ------ | ------------------- | ---------------------------------- |
| Afrika Cup              | 1               | 0              | 0      | 1                   | 0 − 1                              |
| Afrika Cup-kwalificatie | 2               | 1              | 1      | 0                   | 2 − 0                              |
| Totaal                  | 3               | 1              | 1      | 1                   | 2 – 1                              |

Wedstrijden bepaald door strafschoppen worden, in lijn met de FIFA, als een gelijkspel gerekend.